# Matatoki
Matatoki est une localité de la plaine d’Hauraki (en) dans l’ Île du Nord de la Nouvelle-Zélande.

## Situation
Elle siège sur le trajet de la State Highway 26 (en), au sud-est de la ville de Thames et au nord de la localité de Paeroa.
Le cours d’eau  nommé : Matatoki Stream circulent sur la chaîne de Coromandel (en) à travers la zone pour joindre le fleuve Waihou ,.
La scierie de Kopu, à quelques kilomètres au nord de Matatoki, fut fermée à la fin de juin 2008, avec la perte de 145 emplois.

## Histoire
La berge est du fleuve Waihou près de la localité de Matatoki fut la localisation pour de nombreux pā des Hauraki Māori (en) , tel que les pās de Oruarangi et de Paterangi, qui furent colonisés initialement dans les années 1300 .
Entre les années 1930 et 1960, le pā d’Oruarangi était un important site archéologique pour la recherche de la présence d’artéfacts Māori : de la période classique (en) .

## Démographie
La zone statistique Matatoki-Puriri à 161,07 km2 a une population estimée à 1 190 habitants en juin 2023 avec une densité de population de 7 personnes par km2.
Matatoki-Puriri avait une population de 1 059 habitants lors du recensement néo-zélandais de 2018, une augmentation de 57 personnes (5,7 %) depuis le recensement néo-zélandais de 2013, et une diminution de 3 personnes (−0,3 %) depuis le recensement de 2006 en Nouvelle-Zélande.
Il y a 396 logements, comprenant 540 hommes et 519 femmes, donnant un sexe-ratio de 1,04 homme pour une femme.
L’âge médian était de 45,5 années (comparé avec 37,4 ans au niveau national), avec 204 personnes (19,3 %) âgées de moins de 15 ans, 165 personnes (15,6 %) âgées de 15 à 29 ans , 507 personnes (47,9 %) âgées de 30 à 64 ans  et 180 personnes (17,0 %) âgées que 65 ans ou plus.
L’ethnicité étaient pour 93,2 % européens/Pākehās, 17,0 % māoris, 1,4 % originaires du Pacifique (en), 0,6 % personnes d’origine asiatique (en), et 0,8 % d’une autre ethnicité.
Les personnes peuvent s’identifier avec plus d’une ethnicité en fonction de l’origine de leurs parents.
Le pourcentage de personnes nées outre-mer était de 8,5 %,comparé avec 27,1 % au niveau national.
Bien que certaines personnes ne souhaitent pas répondre à la question du recensement concernant leur  affiliation religieuse, 59,5 % n’ont aucune religion, 28,0 % sont chrétiens (en), 0,6 % ont des croyances religieuses Māori (en), 0,3 % sont Hindouistes (en) et 0,8 % ont une autre religion.
Parmi ceux d’au moins 15 ans, 90 personnes (10,5 %) ont une licence ou un niveau universitaire supérieur et 234 personnes (27,4 %) n’ont aucune qualification formelle.
Le revenu médian était 32 800 $, comparé avec les  31 800 $ au niveau national.
108 personnes (12,6 %) gagnaient plus de 70 000 $ comparé aux 17,2 % au niveau  national.
Le statut d’emploi de ceux d’au moins 15 ans d’âge et étaient pour 477 personnes (55,8 %) employés à plein temps, 153 personnes, (17,9 %)  étaient à temps partiel, e t 15 personnes (1,8 %) sont sans emploi .

## Éducation
L’école de Matatoki est une école primaire, public, mixte, allant des années 1 à 8 avec un effectif  de 80 élèves en février 2024.
L’école a ouvert en 1920.

## Station de chemin de fer

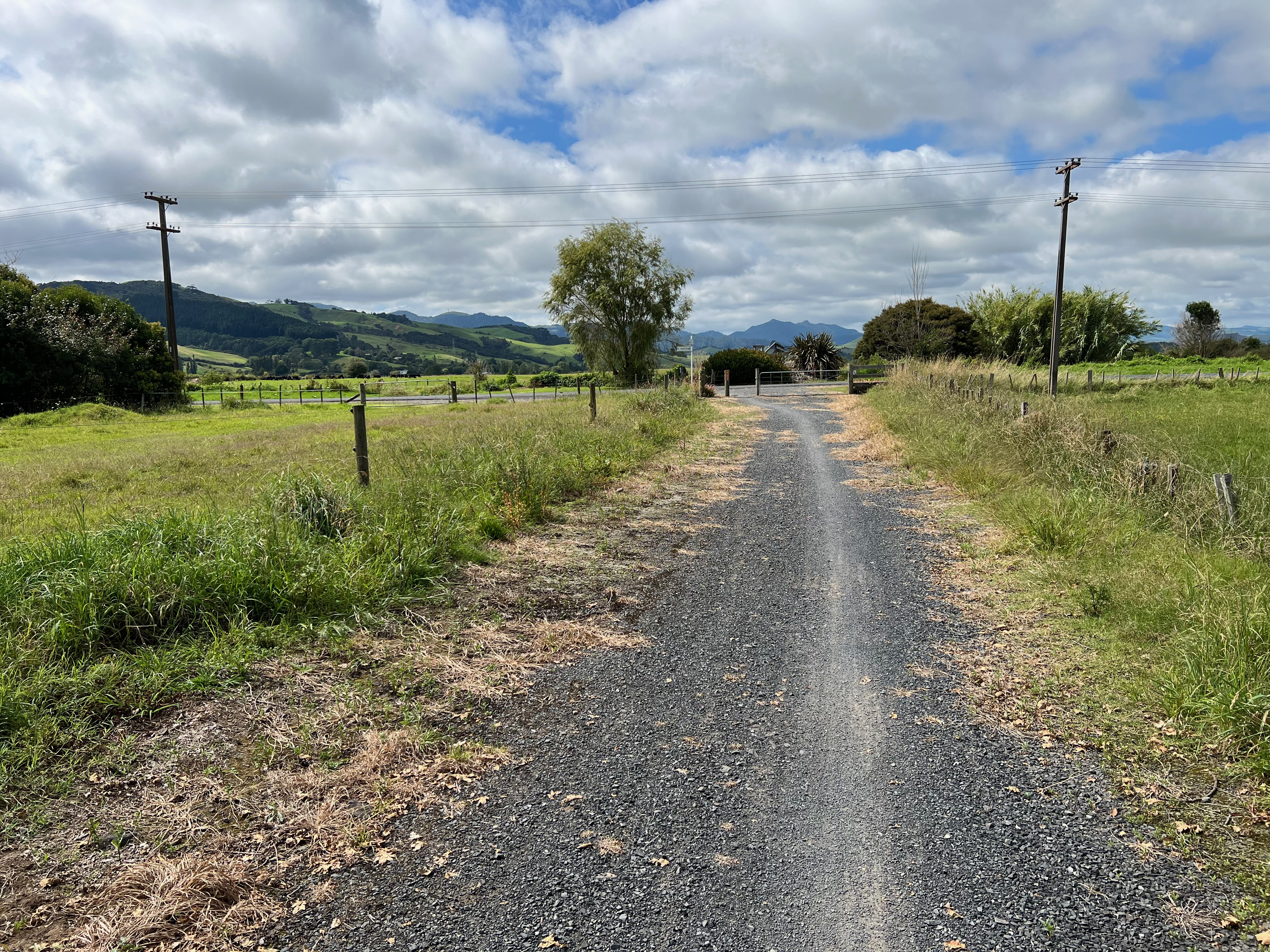
Site de la gare de Matatoki, maintenant en 2023 une partie du chemin de randonnée nommé: Hauraki Rail Trail

Matatoki avait une station de chemin de fer, localisée juste au sud du village (37° 12′ 33″ S, 175° 36′ 11″ E)  à partir de l’année 1898 et jusqu’en 1995 située sur le trajet de la branche de Thames (en).
Larkins et O'Brien ont construit la section allant de Kopu vers Hikutaia à partir d’août 1885 pour la somme de 10 879 £ avait fait de bons progrès en janvier 1886 et termina la section passant à travers la localité de Matatoki en mai 1887.
Heath and Irwin commencèrent la construction de la section allant de Hikutaia à Paeroa en direction du sud en janvier 1887,.
Les travaux au niveau de Paeroa en direction de la section de Te Aroha commencèrent en 1892 , mais en 1895, il fut dit qu’"une faction parlementaire fit stopper les ouvriers dans leur travail".
Les travaux sur les ponts se terminèrent en 1897.
Ainsi, le Ministre des travaux publiques fut capable de circuler avec le train à partir d’Hikutaia, en passant à travers Matatoki, en direction de Thames en juillet 1897.
La section de la ligne allant de Thames à Paeroa ouvrit le 19 décembre 1898, avec Matatoki comme arrêt à la demande (en).
Il y avait une station de 6 e classe (en)  (avec un abri) ,partiellement construit , une plate-forme de  100 ft x 12 f avec un quai de chargement .
Une année plus tard, il y avait aussi une  Passing loop ou boucle de croisement pour  35 wagons et une voie de garage latérale .
En 1966, il y avait aussi un quai de chargement de bas niveau pour la carrière de Matatoki, pour charger les roches concassées pour le revêtement routier .
Les trains de passagers furent retirés le 28 mars 1951 et ceux de fret le 22 février 1971, bien que la gare de Matatoki réouvrit pour le fret le 28 février 1974et  ferma à nouveau le 20 juillet 1980 puis  ré-ouvrit le 30 novembre 1984 et jusqu’au 28 juin 1991, qui fut le dernier jour du trafic commercial sur la branche de Thames, qui ferma officiellement le 29 mars 1995.
Elle est maintenant utilisée par le chemin de randonnée ferroviaire de Hauraki (en)